# Jean Forcoal
Jean Forcoal, né à  Paris et mort le 22  février 1682, est un évêque de Séez  du XVIIe siècle.

## Biographie
Jean Forcoal nait dans la paroisse Notre-Dame-des-Champs où réside sa famille. Il est le fils de Jacques, seigneur de Sollies, et de Marie Le Roy. Il fait ses études à Paris où il obtient sa maîtrise ès arts en 1645. Il est bachelier en droit canon de l'université de Paris lors de sa promotion épiscopale.
Il est ordonné prêtre en 1654 et il devient aumônier du roi. Prieur de Moutiers dans le diocèse de Chartres, il est nommé à l'évêché de Séez en 1670, confirmé le 16 mai 1672 et consacré en août par François de Harlay de Champvallon, l'archevêque de Paris, il ne prend possession de son évêché que le 22 mars 1673. L'abbé de Rancé le tient en haute estime alors qu'il rencontre l'hostilité de l'épiscopat. Il donne en 1680 un propre des saints de son diocèse.